# Opération Albion
Première Guerre mondiale
Batailles
Front d'Europe de l’Est
- Stallupönen (08-1914)
- Gumbinnen (08-1914)
- Tannenberg (08-1914)
- Île d'Odensholm (08-1914)
- Lemberg (08-1914)
- Krasnik (08-1914)
- Komarów (08-1914)
- Lacs de Mazurie (I) (09-1914)
- Przemyśl (09-1914)
- Vistule (09-1914)
- Łódź (11-1914)
- Limanowa (12-1914)
- Bolimov (01-1915)
- Zwinin (02-1915)
- Lacs de Mazurie (II) (02-1915)
- Przasnysz (02-03-1915)
- Schaulen (04-07-1915)
- Gorlice-Tarnów (05-1915)
- Boug (06-08-1915)
- Narew (07-08-1915)
- Novogeorgievsk (08-1915)
- Varsovie (08-1915)
- Sventiany (09-1915)
- Lac Narotch (03-1916)
- Offensive Broussilov (06-1916)
- Offensive de Baranavitchy (07-1916)
- Turtucaia (09-1916)
- Offensive Flămânda (09-1916)
- Argeș (12-1916)
- Offensive Kerenski (07-1917)
- Bataille de Riga (09-1917)
- Opération Albion (09-10-1917)
- Mărășești (08-1917)
- Traité de Brest-Litovsk (03-1918)
- Traité de Brest-Litovsk (03-1918)
- Bakhmatch (03-1918)

Front d'Europe de l’Ouest
Front italien
Front des Balkans
Front du Moyen-Orient
Front africain
Bataille de l'Atlantique
L'opération Albion est une opération d'invasion des îles de Saaremaa, Hiiumaa, Muhu en Estonie par l'empire allemand contre la république russe durant la Première Guerre mondiale. L'opération Albion a commencé le 11 octobre 1917 par un débarquement dans la baie de Tagalaht après une intense activité navale afin de nettoyer les mines et les batteries côtières. Elle s'est terminée le 18 octobre, par l'évacuation des forces russes.
Après deux tentatives infructueuses, les Allemands ont réussi à débarquer sur Hiiumaa le 19 et à s'emparer de l'île le lendemain. La Flotte russe de la Baltique est contrainte de se retirer du détroit Suur après des pertes importantes (voir bataille du détroit de Muhu). Les Allemands affirment avoir fait 20 000 prisonniers et avoir capturé 100 canons lors de l'opération. C'est lors de cette opération que fut tué l'écrivain et poète allemand Walter Flex à Pöide sur l'île de Saaremaa, le 16 octobre 1917.

## Signification stratégique
Au début de la Première Guerre mondiale les îles avaient peu d'importance pour les deux camps. Cependant, après la tourmente révolutionnaire en Russie en 1917, le haut commandement allemand pensait que saisir les îles permettrait de déborder les défenses russes à Saint-Pétersbourg (Forteresse navale de Pierre le Grand), vulnérables aux attaques.

### Allemagne

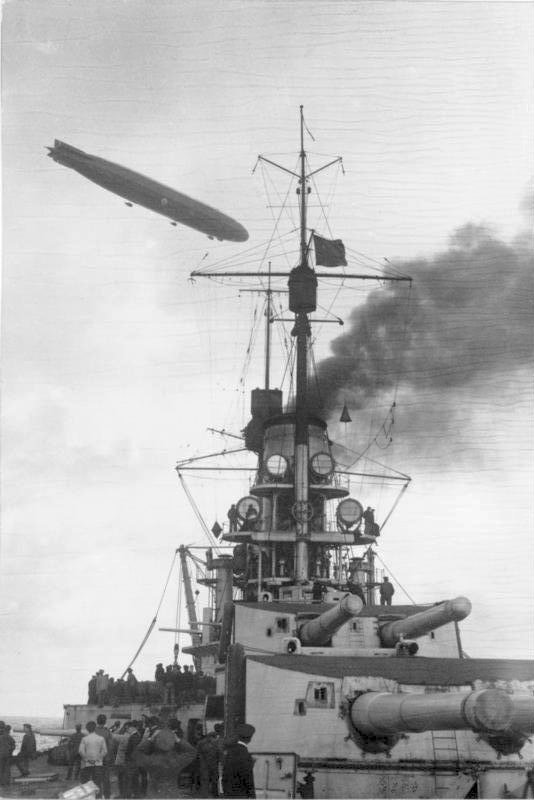
Le Grosser Kurfürst allemand pendant l'opération en octobre 1917.

## Ordre de bataille

### Armée de terre
- 42e division d'infanterie ;
- 2e brigade d'infanterie cycliste ;
- 255e régiment d'infanterie de réserve.

### Marine
- Croiseur de bataille SMS Moltke ;
- IIIe escadre de vice-amiral Paul Behncke (SMS König, SMS Bayern, SMS Großer Kurfürst, SMS Markgraf, SMS Kronprinz) ;
- IVe escadre du vice-amiral Wilhelm Souchon (SMS Kaiser, SMS Friedrich der Große, SMS Kaiserin, SMS Prinzregent Luitpold, SMS König Albert)
- IIe groupe de reconnaissance du contre-amiral Ludwig von Reuter (SMS Königsberg, SMS Karlsruhe, SMS Danzig, SMS Frankfurt, SMS Nürnberg)
- VIe groupe de reconnaissance du contre-amiral Albert Hopman (de) (SMS Kolberg, SMS Straßburg, SMS Augsburg, SMS Nautilus, SMS Blitz)
- Croiseur léger SMS Emden ;
- IIe flottille (10 navires) ;
- VIIIe flottille (11 navires) ;
- VIe flottille (11 navires) ;
- Xe flottille (11 navires) ;
- VIIe demi-flottille (7 navires) ;
- Flottille de sous-marins Kurland (6 navires) ;
- Groupe de chasseurs de mines ;
- IIe flottille de dragueurs de mines ;
- 3e demi-flottille ;
- 4e demi-flottille ;
- 8e demi-flottille ;
- 3e demi-flottille-S ;
- Flottille-S de la Baltique.
- Unité de filets de barrage de la Baltique.

### Russie
- Cuirassés : Tsesarevitch, Slava ;
- Croiseur : Amiral Makarov ;

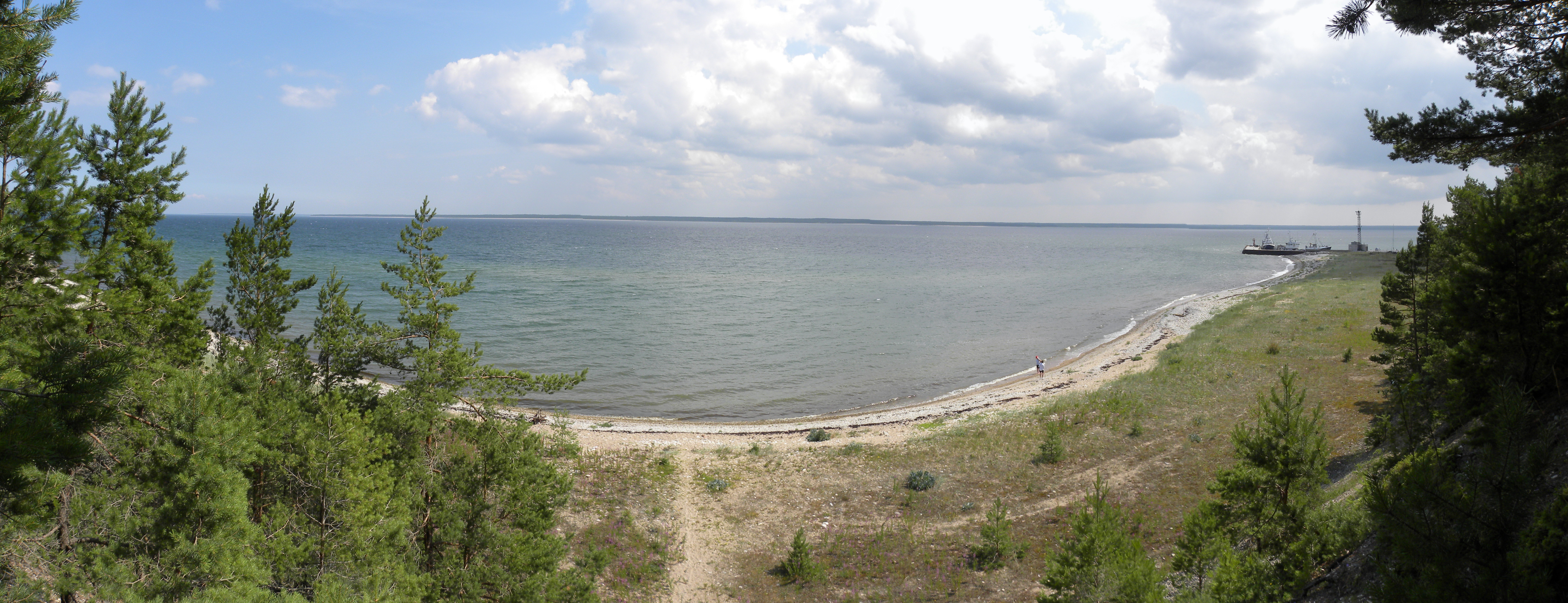
Panorama de la baie de Tagalaht, Saaremaa, où les Allemands débarquèrent le 11 octobre 1917.

- Destroyers : Desna, Novik, Pobeditel, Zabijaka, Grom, Konstantin ;
- Cannonières : Khivinets, Grozyachtchi ;
- Blockship : Lavwija ;
- Dragueur de mines : Pripyat;
- Sous-marins : C26, C27, C32.